# Philip Allen, Baron Allen of Abbeydale
Philip Allen, Baron Allen of Abbeydale GCB (* 8. Juli 1912 in Sheffield; † 27. November 2007) war ein britischer Staatsbediensteter und Peer.

## Karriere
Allen wurde an der King Edward VII School in Sheffield und am Queens’ College in Cambridge unterrichtet. Er trat 1934 in den Dienst des Home Office ein. 1955 bis 1960 war er Deputy Secretary to the Ministry of Housing and Local Government. 1963 wurde er Nachfolger von Burke Trend als Zweiter Ständiger Sekretär (Second Permanent Secretary) des Schatzamtes (HM Treasury) und war dort bis 1966 für den öffentlichen Dienst zuständig. 1966 bis 1972 war er Permanent Secretary im Home Office. 
1964 wurde er als Knight Commander des Order of the Bath geadelt und 1970 zum Knight Grand Cross desselben Ordens erhoben. 1976 wurde er als Baron Allen of Abbeydale, of the City of Sheffield, zum Life Peer erhoben. Im House of Lords saß er als Crossbencher. Von 1973 bis 1978 war er Mitglied der Pearson-Kommission.

## Familie
Baron Allen war seit 1936 mit Marjorie Brenda Coe († 2002) verheiratet. Die Ehe blieb kinderlos.